# Blacknuss

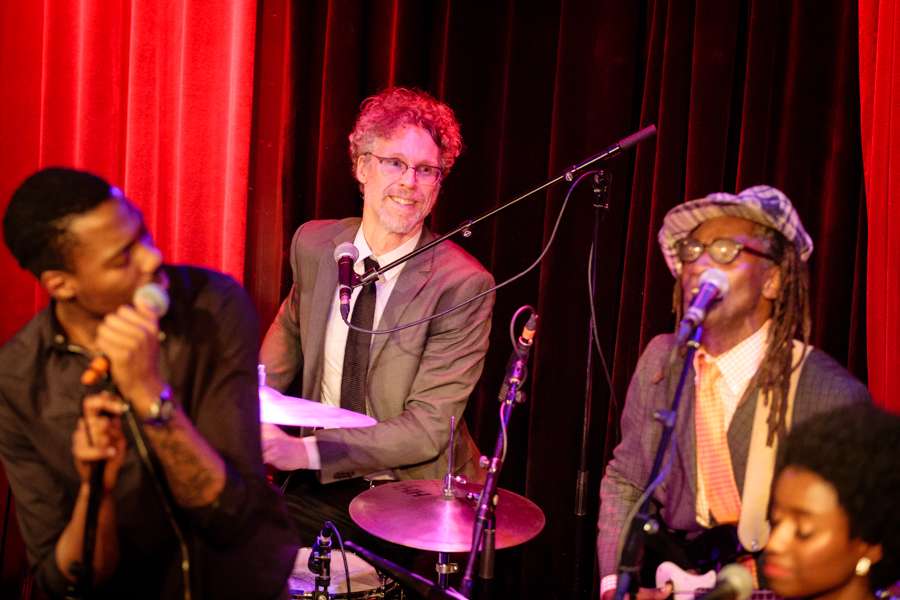
Blacknuss 2017

Blacknuss är ett svenskt musikkollektiv som har sina rötter i jazzklubben Fasching i Stockholm. Musikstilen var från början mestadels jazz och funk, men har på senare tid[när?] gått mer åt soul och r&b-hållet. Medlemmarna har varierat mycket under åren, men trummisen Martin Jonsson har varit med hela tiden.
Blacknuss hade 1994 hittar med låtarna "It Should  Have Been You", "Last Night A DJ Saved My Life" och senare 1996 med låten "Dinah".

## Medlemmar genom åren

### Sång / Rap
- Titiyo[1]

- Awa Manneh
- Swingfly
- ADL
- Nai-Jee-Ria
- Mary N'diaye [2]
- Elin EllyEve Svensson[2]
- Prince Prime[2]
- Jennifer Brown[1]
- Stephen Simmonds
- Mic Mulee
- Glen Scott
- Kiralina Salandy[3]
- Lisa Nilsson

### Gitarr
- Chuck Anthony[2]
- Mattias Torell[3]

### Keyboards
- Johan Lyander[2]
- Esbjörn Svensson[4]
- David Nyström
- Kristoffer Wallman[4]

- Pierre Swärd
- Putte Nelsson
- Joel Lyssarides[3]
- Stefan Jernstål[3]

### Blåsinstrument
- Tore Berglund[2]
- Mats Äleklint[2]
- Albin Grahn[2]

- Magnus Lindgren
- Goran Kajfes
- Per "Ruskträsk" Johansson
- Henrik Jansson
- Jonas Kullhammar
- Joakim Milder[4]

### Slagverk
- Malando Gassama[4]
- Pablo Cepeda[5]
- Thomas de Paula Eby[6]
- Axel Fagerberg[2]

### Bas
- Desmond Foster[2]
- Christian Falk[4]

### Trummor
- Martin Jonsson[2]

## Album[7]
- Made in Sweden (Blacknuss album) (1994)
- Allstars (1996)
- 3 (Blacknuss Album) (2000)
- Gold (2004)
- Blacknuss & Norrbotten Big Band on Tour (2007)
- 2.0 (2016)

## Singlar[7]
- Rising To The Top (1: Rising To The Top (Remix) 2: Rising To The Top) (1994)
- It Should Have Been You (1: It Should Have Been You 2: Let's Go Through The Motion) (1994)
- Blacknuss (1: Last Night A DJ Saved My Life 2: Freaky 3: Rising To The Top) (1995)
- Roll with me (1: Roll With Me (Radio Edit) 2: Roll With Me (Falcon's Cipher Remix) 3: Roll With Me (Remix Instrumental) 4: Disco Fantasy) (1996)
- Dinah (1: Dinah (Radio Edit) 2: Dinah (Falcon & Sleepy Mix) 3: Dinah (C&j Mastermix) 4: Dinah) (1996)
- Seventh Heaven (1: Seventh Heaven (Radio Edit) 2: Seventh Heaven (Groove Mix) 3: Seventh Heaven (Tribeca Club Mix) 4: Last Night A DJ Saved My Life (StoneBridge & Nick Nice Club Mix) (1997)
- Don't Break My Heart (1: Don't Break My Heart (Radio Edit) 2: Don't Break My Heart (Full Crew Remix) 3: Don't Break My Heart (Celleone & Webb Remix) 4: Tell you something) (1999)
- Don't Break My Heart Remixes (1: 70's Disco Mix 2: Active Disco Remix 3: Jr's Club Remix) (1999)
- Thinking of you (1: Thinking of you (Radio Version) 2: Thinking of you (Jr Remix) 3: Thinking of you (Blacknuss Remix) 4: Tell You Something) (2000)
- Getaway (1: Getaway (Single Version) 2: Getaway (Rap Version)) (2000)
- All your lovin' (1: All your lovin' (Radio Edit) 2: All your lovin' (Dancehall Remix)) (2004)
- Like It's 99 (1: Like It's 99 2: Like it's 99 (Instrumental Version)) (2015)